# گلنوود (مینه‌سوتا)
گلنوود، مینه‌سوتا (به انگلیسی: Glenwood, Minnesota) یک شهر در ایالات متحده آمریکا است که در شهرستان پوپ (ابهام‌زدایی) واقع شده‌است.

## خصوصیات
گلنوود ۱۵٫۱۸ کیلومترمربع مساحت و ۲٬۵۶۴ نفر جمعیت دارد و ۳۵۴ متر بالاتر از سطح دریا واقع شده‌است.